# Tour de Flandes 1944
El Tour de Flandes 1944 és la 28a edició del Tour de Flandes. La cursa es disputà el 2 d'abril de 1944, amb inici i final a Gant després d'un recorregut de 224 quilòmetres.
El vencedor final fou el belga Rik van Steenbergen, que s'imposà a l'esprint als seus vuit companys d'escapada en l'arribada a Gant. Els també belgues Briek Schotte i Jef Moerenhout acabaren segon i tercer respectivament.

## Classificació final
|    | Ciclista                  | Equip              | Temps      |
| -- | ------------------------- | ------------------ | ---------- |
| 1  | Rik van Steenbergen (BEL) | Trialoux-Wolber    | 6h 23' 00" |
| 2  | Briek Schotte (BEL)       | Helyett-Hutchinson | m. t.      |
| 3  | Jef Moerenhout (BEL)      | Dilecta-Wolber     | m. t.      |
| 4  | Frans Sterckx (BEL)       | Michard-Hutchinson | m. t.      |
| 5  | Frans Bonduel (BEL)       | Dilecta-Wolber     | m. t.      |
| 6  | Frans van Hellemont (BEL) |                    | m. t.      |
| 7  | Célestin Riga (BEL)       | Dilecta-Wolber     | m. t.      |
| 8  | Albert Hendrickx (BEL)    | Michard-Hutchinson | m. t.      |
| 9  | Marcel Kint (BEL)         | Mercier-Hutchinson | m. t.      |
| 10 | Georges Claes (BEL)       | Trialoux-Wolber    | + 1' 05"   |